# Podunajské muzeum v Komárně
Podunajské muzeum v Komárně (slovensky Podunajské múzeum v Komárne, maďarsky Duna Menti Múzeum Komárom) je muzeum v Komárně, se zaměřením na přírodopis a historii. V současnosti je pod správou Nitranského samosprávného kraje.